# Bahnstrecke Neuses–Weißenbrunn
| Haltepunkt Neuses (2009) |                      |                               |                           |
| |                      |                               |                           |
| Streckennummer: | 5011                 |                               |                           |
| Kursbuchstrecke (DB): | 414s                 |                               |                           |
| Streckenlänge: | 5,3 km               |                               |                           |
| Spurweite: | 1435 mm (Normalspur) |                               |                           |
| Maximale Neigung: | 21 ‰                 |                               |                           |
| Minimaler Radius: | 294 m                |                               |                           |
| |                      |                               |                           |
| \| \| \| von Probstzella \| \| \| \| 0,0 \| Neuses (b Kronach) (ehem. Bf) \| 301 m \| \| \| \| nach Hochstadt-Marktzeuln \| \| \| \| 2,06 \| Hummendorf \| 298 m \| \| \| 3,37 \| Reuth-Thonberg \| 304 m \| \| \| 5,29 \| Weißenbrunn \| 320 m \| |                      |                               |                           |
| Strecke |                      | von Probstzella               | von Probstzella           |
| Haltepunkt / Haltestelle | 0,0                  | Neuses (b Kronach) (ehem. Bf) | 301 m                     |
| Abzweig ehemals geradeaus und nach rechts |                      | nach Hochstadt-Marktzeuln     | nach Hochstadt-Marktzeuln |
| Haltepunkt / Haltestelle (Strecke außer Betrieb) | 2,06                 | Hummendorf                    | 298 m                     |
| Haltepunkt / Haltestelle (Strecke außer Betrieb) | 3,37                 | Reuth-Thonberg                | 304 m                     |
| Kopfbahnhof Streckenende (Strecke außer Betrieb) | 5,29                 | Weißenbrunn                   | 320 m                     |

Die Bahnstrecke Neuses–Weißenbrunn war eine Nebenbahn in Bayern. Sie zweigte bei Neuses, einem südlichen Ortsteil Kronachs, von der Bahnstrecke Hochstadt-Marktzeuln–Probstzella ab und führte nach Weißenbrunn. Die Strecke wurde im Jahr 1995 stillgelegt.

## Geschichte
Nach der Fertigstellung der Frankenwaldbahn im Jahr 1885 wurde 1899 das erste Gesuch um den Bau einer Stichbahn nach Weißenbrunn an die Regierung in München gerichtet. Aber erst im Jahr 1907 folgte die Zustimmung für eine Güterbahn. Am 26. Juni 1908 wurde mit dem Lokalbahngesetz die Genehmigung zu Planung und Bau der Sekundärbahn erteilt. Aufgrund von Problemen bei der Grundstücksbeschaffung verzögerte sich der Baubeginn bis 1914, die Eröffnung fand aufgrund des Ersten Weltkrieges erst am 1. August 1916 statt. 
Bis zum Jahr 1947 fuhr auf der Strecke an Werktagen ein Güterzugpaar. Ab Mai 1947 bis Mai 1954 gab es aufgrund eines neuen Krankenhauses in Weißenbrunn einen Personenzugverkehr. Dieser bestand anfangs aus drei werktäglichen Zugpaaren, ab 1950 fuhren auch zwei Zugpaare an Sonntagen. Die Fahrzeit betrug 12 Minuten, ab Kronach ungefähr 30 Minuten.
Der Güterzugverkehr bestand bis Mitte der 1960er an Werktagen aus zwei Zugpaaren, Mitte der 1980er waren es noch drei Züge pro Woche. Am 24. September 1994 wurde die Strecke vorläufig, am 1. März 1995 endgültig stillgelegt. 